# Hidroelektrarna Plave 2
Hidroelektrarna Plave 2 (kratica HE Plave 2) je ena izmed hidroelektrarn v Sloveniji; leži na reki Soči. Spada pod podjetje Soške elektrarne Nova Gorica. Hidroelektrarna je bila zgrajena z namenom poenotenja pretoka vseh elektrarn na reki Soči, saj je študija pokazala smotrnost povečanja pretoka na 180 m³/s. Tako je bila leta 2002 dograjena zraven obstoječe elektrarne, tako da je čim manj posegala v okolje. S HE Plave si deli vodni bazen, strojnica in iztok pa sta zraven objektov prvotne hidroelektrarne. Zanimivost pri gradnji je uporaba stroja TBM za izgradnjo celotnega profila dovodnega jaška, kar je bila prva uporaba te metode v Sloveniji.
Elektrarna skupaj z elektrarno HE Plave, HE Ajba in črpalno hidroelektrarno Avče izkorišča vodni bazen za pregrado Ajba.